# Doyline
Doyline és una població dels Estats Units a l'estat de Louisiana. Segons el cens del 2000 tenia 841 habitants.

## Demografia
Segons el cens del 2000, Doyline tenia 841 habitants, 325 habitatges, i 235 famílies. La densitat de població era de 97,5 habitants/km².
Dels 325 habitatges en un 32,6% hi vivien nens de menys de 18 anys, en un 53,8% hi vivien parelles casades, en un 15,7% dones solteres, i en un 27,4% no eren unitats familiars. En el 25,5% dels habitatges hi vivien persones soles el 12% de les quals corresponia a persones de 65 anys o més que vivien soles. El nombre mitjà de persones vivint en cada habitatge era de 2,59 i el nombre mitjà de persones que vivien en cada família era de 3,08.
Per edats la població es repartia de la següent manera: un 26% tenia menys de 18 anys, un 12,1% entre 18 i 24, un 25,8% entre 25 i 44, un 23,4% de 45 a 60 i un 12,6% 65 anys o més.
L'edat mediana era de 35 anys. Per cada 100 dones de 18 o més anys hi havia 88,5 homes.
La renda mediana per habitatge era de 34.063 $ i la renda mediana per família de 36.875 $. Els homes tenien una renda mediana de 30.536 $ mentre que les dones 21.563 $. La renda per capita de la població era de 16.218 $. Entorn del 12,4% de les famílies i el 18,9% de la població estaven per davall del llindar de pobresa.

## Poblacions més properes
El següent diagrama mostra les poblacions més properes.